# Gran Premio di Monaco 1948
Il Gran Premio di Monaco 1948 è stato un Gran Premio di automobilismo, prima Grande prova della stagione 1948.

## Gara

### Risultati
| Pos | Pilota                         | Vettura           | Giro | Tempo/Ritiro    |
| --- | ------------------------------ | ----------------- | ---- | --------------- |
| 1   | Giuseppe Farina                | Maserati 4CLT     | 100  | 3h18:26.9       |
| 2   | Louis Chiron                   | Talbot-Lago T26   | 100  | + 35.2          |
| 3   | Toulo de Graffenried           | Maserati 4CL      | 98   | + 2 giri        |
| 4   | Maurice Trintignant            | Simca-Gordini T15 | 98   | + 2 giri        |
| 5   | Luigi Villoresi Alberto Ascari | Maserati 4CLT     | 97   | + 3 giri        |
| 6   | Yves Giraud-Cabantous          | Talbot-Lago       | 95   | + 5 giri        |
| 7   | Eugène Chaboud                 | Delahaye 135S     | 88   | + 12 giri       |
| NC  | Clemar Bucci                   | Maserati 4CLT     | 65   | + 35 giri       |
| Rit | Nello Pagani                   | Maserati 4CL      | 64   | Cambio          |
| Rit | Alberto Ascari                 | Maserati 4CL      | 61   | Pompa dell'olio |
| Rit | Jean-Pierre Wimille            | Simca-Gordini T11 | 60   | Motore          |
| Rit | Igor Troubetzkoy               | Ferrari 166C      | 58   | Incidente       |
| Rit | Cuth Harrison                  | ERA Tipo B        | 47   | Motore          |
| Rit | Reg Parnell                    | ERA Tipo E        | 22   | Tubazioni olio  |
| Rit | Piero Taruffi                  | Cisitalia D46     | 16   | Motore          |
| Rit | Louis Rosier                   | Talbot-Lago T26   | 16   | Motore          |
| Rit | Tazio Nuvolari                 | Cisitalia D46     | 11   | Cambio          |
| Rit | Raymond Sommer                 | Simca-Gordini T15 | 5    | Valvole         |
| Rit | Prince Bira                    | Simca-Gordini T15 | 5    | Olio            |